# Центральные силы и их поля
Центральная сила — сила, линия действия которой при любом положении тела, к которому она приложена, проходит через точку, называемую центром силы (точка {\displaystyle K} на рис.1). 
Примерами центральных сил являются силы тяготения и Кулона, направленные вдоль линии, соединяющей точечные массы или точечные заряды.
Проще всего центральные силы вводятся для физических систем, состоящих из конечного числа объектов, размерами которых можно пренебречь (материальных точек), или, иногда, некоторых эквивалентных им, состоящих из протяжённых объектов с фиксированной внутренней структурой. Распределенные системы, в которых действуют центральные силы, в общем случае не могут быть представлены конечным количеством материальных точек. В случае распределённых систем общим подходом является разбиение их на очень большое (в пределе бесконечное) количество элементов малого (в пределе стремящегося к нулю) размера каждый (которые и рассматриваются как материальные точки), между которыми действуют центральные силы в соответствии с определением, данным выше. Таким образом, в этом случае центральной, собственно, является каждая элементарная сила, а реальная сила является суммой (суперпозицией) таких элементарных сил.
Классическая физика вводит также понятие поля центральной силы для области трёхмерного пространства, в котором действуют центральные силы.

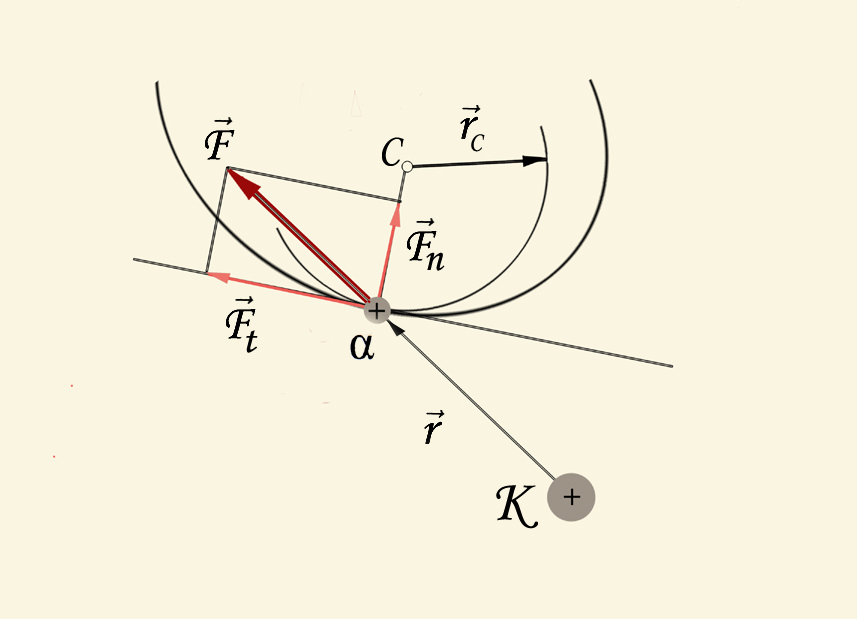
Рис.1 К определению центральной силы: частица в поле атомного ядра.(опыт Резерфорда)

- Для любой центральной силы {\displaystyle {\vec {F}}} выполняется соотношение
{\displaystyle {\vec {M}}={\vec {r}}\times {\vec {F}}=0,}

(где M - момент сил,  {\displaystyle {\vec {r}}} — радиус-вектор с началом в центре силы),
свидетельствующее о равенстве нулю момента силы относительно центра силы:

## Силовые поля
Этим полям соответствуют кулоновские силы (силы электростатического взаимодействия) и силы гравитационные (силы Всемирного тяготения). Сходство между ними заключается в том, что они могут быть обнаружены во время взаимодействия материальных объектов, причем в случае гравитации свойством, обуславливающим это взаимодействие, является масса, а в случае кулоновского взаимодействия — заряд, этой массой переносимый. Заряды, не связанные с массой, классической физике неизвестны.
Величина, характеризующая интенсивность центрального силового поля, представляет собой вектор, направленный по линии, соединяющей точечный источник и заданную точку поля.

### Потенциальные центральные поля

#### Работа центральной силы
Элементарная работа {\displaystyle dA} силы, в том числе и центральной силы, есть скалярная величина, исчисляемая изменением энергии при перемещении точки приложения силы {\displaystyle {\vec {F}}}
(в общем случае изменяющей свою величину и направление), при перемещении на столь малый отрезок своей траектории, что на нём вектор силы может считаться неизменным, то есть на расстояние {\displaystyle {\vec {d}}r} :
{\displaystyle dA={\vec {F}}{\vec {d}}r=F\cos \alpha dr} (5)
где {\displaystyle \alpha } есть угол между этими векторами. Поскольку {\displaystyle \cos \alpha =\cos(-\alpha )}, то направление отсчёта угла значения не имеет.
При перемещении на расстояние от {\displaystyle r_{1}} до {\displaystyle r_{2}}, весь пройденный путь можно разбить на {\displaystyle i} элементарных участков. И тогда полная работа {\displaystyle A} будет суммой этих элементарных работ с тем большей точностью, чем на большее количество участков {\displaystyle n} будет разбита траектории, что выражается знаком интеграла, как предела этой суммы :
{\displaystyle A=\lim \sum _{i=1}^{n}{F_{i}}\cos \alpha _{i}\ dr_{i}=\int \limits _{r_{1}}^{r_{2}}{\vec {F}}_{r}d{\vec {r}}(6)}
Рассматривая движение в декартовой системе координат, центральную силу можно представить в виде геометрической суммы её проекций на координатные оси:
{\displaystyle {\vec {F}}={\vec {F}}_{x}+{\vec {F}}_{y}+{\vec {F}}_{z}=F_{x}{\vec {i}}+F_{y}{\vec {j}}+F_{z}{\vec {k}}(7)}
где {\displaystyle {\vec {i}}} ,{\displaystyle {\vec {j}}} ,{\displaystyle {\vec {k}}} суть единичные векторы (орты) для своих осей.

#### Потенциал поля
Не для всякого поля силы совершаемая ею работа зависит лишь от положения начальной и конечной точек движения. Иными словами, не зависит от формы пути.
Упомянутый интеграл не будет зависеть от формы пути лишь в том случае, если будет существовать некая первообразная функция {\displaystyle U}, в выражении полного дифференциала которой:
{\displaystyle dU={\frac {\partial U}{\partial x}}dx+{\frac {\partial U}{\partial y}}dy+{\frac {\partial U}{\partial z}}dz(8)}
её частные производные будут соответствовать проекциями силы (по существующему обычному соглашению — с точностью до знака):
{\displaystyle dU=-F_{x}dx-F_{y}dy-F_{z}dz(9)}

В этом случае функция {\displaystyle U} будет называться потенциальной функцией, а поле силы — потенциальным полем.
Но это станет возможным лишь при одновременном выполнении равенств:
{\displaystyle {\frac {\partial F_{y}}{\partial z}}={\frac {\partial F_{z}}{\partial y}};{\frac {\partial F_{z}}{\partial x}}={\frac {\partial F_{x}}{\partial z}};{\frac {\partial F_{x}}{\partial y}}={\frac {\partial F_{y}}{\partial x}}(10)}
Для центральных сил это условие выполняется. Поле, в котором выполнены эти условия, называется безвихревым полем. Поэтому потенциальные поля суть поля безвихревые.
Знак минус в формуле, связывающей потенциальную функцию и силу, определяется желанием отождествить потенциальную функцию с потенциальной энергией (в противном случае можно было бы обойтись без знака минус, что иногда и делается при введении потенциальной функции чисто формально, особенно для векторного поля, не имеющего характера силы).
Связь с потенциальной энергией естественно осуществляется через работу.
Представляется естественным считать, что вектор напряжённости поля направлен ОТ источника поля, (что привычно принимается при описании электростатического поля при взаимодействии одноимённых зарядов) Тогда, зафиксировав точку, находящуюся на расстоянии {\displaystyle r_{1}} от центрального заряда и предоставив ему свободу, получим, что он под действием силы будет удаляться в бесконечность. При этом совершённая полем работа будет равна:
{\displaystyle A_{r_{1}}=\int \limits _{r_{1}}^{\mathcal {1}}{\vec {F}}_{r}d{\vec {r}}(11)}.
То же можно сказать и в случае, если поле продвинуло тело дальше {\displaystyle r_{2}>r_{1}} и, следовательно, проделало больше работы и потому разница работ на пути между точками больше нуля.
И эти работы может быть названа с точностью до постоянной потенциалом точки: {\displaystyle U_{l1}} и {\displaystyle U_{l2}}, подразумевая под потенциалом возможность совершить работу, которая для более близкой точки выше, чем у более далёкой.
Тогда совершённая полем работа будет равна разности потенциалов, взятой со знаком «минус»
{\displaystyle A=\int \limits _{r_{1}}^{r_{2}}{\vec {F}}_{r}d{\vec {r}}=U_{l1}-U_{l2}=-\Delta U(12)}
Таким образом работа силы на пути из начальной точки в конечную равна изменению потенциальной функции, являющейся скалярной функцией расстояния. В таком случае для каждой точки пути можно с точностью до постоянной величины приписать свой потенциал:{\displaystyle U}

#### Поле как градиент потенциала
В поле центральной силы её составляющая по данной оси представляет собой скорость изменения потенциальной функции по этой же оси или же градиент функции по заданному направлению.
Для описания изменения потенциальной функции по произвольному направлению в теории поля введён векторный дифференциальный оператор, имеющий вид:
{\displaystyle \nabla \equiv {\frac {\partial }{\partial x}}{\vec {i}}+{\frac {\partial }{\partial y}}{\vec {j}}+{\frac {\partial }{\partial z}}{\vec {k}}(13)}
Применяя этот оператор к потенциальной функции получаем, что в данной точке поля сила является (с точностью до знака) градиентом потенциала:
{\displaystyle {\vec {F}}=F_{x}{\vec {i}}+F_{y}{\vec {j}}+F_{z}{\vec {k}}={\vec {F}}_{x}+{\vec {F}}_{y}+{\vec {F}}_{z}=-\nabla U\equiv -\mathbf {grad} U(14).}
Знак минус, по обычному соглашению присутствующий в этой формуле, связан с тем, чтобы функция U могла быть отождествлена с потенциальной энергией (хотя чисто формально потенциальная функция могла бы быть выбрана и с другим знаком, если такого отождествления не предполагается).

#### Кулоновское поле
Напряженность кулоновского поля определяется вектором {\displaystyle {\vec {E}}}, равным:
{\displaystyle {\vec {E}}=C_{Q}{\frac {Q{\vec {r}}}{r^{3}}}(15)}
или, переходя, к скалярной форме записи:
{\displaystyle E=C_{Q}{\frac {Q}{r^{2}}}(16)}
Здесь {\displaystyle E=\lVert {\vec {E}}\rVert }; {\displaystyle Q} — заряд тела -источника силы; {\displaystyle r=\lVert {\vec {r}}\rVert },есть расстояние до точки, где определяется интенсивность, а константа {\displaystyle C_{Q}} зависит от диэлектрической постоянной среды {\displaystyle \varepsilon }, (для пустого пространства равная 1), в которой существует поле:
{\displaystyle C_{Q}={\frac {1}{4\pi \varepsilon \varepsilon _{0}}}}, где:
{\displaystyle \varepsilon _{0}} есть диэлектрическая постоянная вакуума. В таком случае для вакуума
{\displaystyle C_{Q}={\frac {1}{4\pi \varepsilon _{0}}}} = {\displaystyle 10^{10}} Vm/As в Международной системе единиц,

#### Кулоновские силы
Объектом действия кулоновского поля является материальное тело, несущее заряд {\displaystyle q}
В таком случае на него действует механическая (ньютонова) сила электрического происхождения, равная произведению величины заряда на напряжённость поля:
или, с учётом ():
{\displaystyle {\vec {F}}_{q}=C_{Q}{\frac {qQ{\vec {r}}}{r^{3}}}(17)} или, в скалярном представлении:
{\displaystyle F_{q}=C_{Q}{\frac {qQ}{r^{2}}}(18)}
Специфической особенностью кулоновского поля является то, что вектор его напряжённости направлен либо ОТ источника поля в случае совпадение знака заряда источника и объекта взаимодействия, либо направлен К источнику в случае разноимённости зарядов. Это значит, что заряженные материальные тела в первом случае будут испытывать отталкивающую силу, а в противоположном — силу сближающую их.
Ещё одним свойством кулоновского поля является техническая возможность выделить область пространства, в котором оно будет в требуемой степени отсутствовать (клетка Фарадея)

#### Поле гравитации
В русскоязычной литературе интенсивность поля тяготения называют «ускорением свободного падения» {\displaystyle {\vec {g}}}, за рубежом иногда её называют напряжённостью гравитационного поля.
{\displaystyle {\vec {g}}=G{\frac {M{\vec {r}}}{r^{3}}}(19)}
Или, переходя к скалярной форме записи:
{\displaystyle g=G{\frac {M}{r^{2}}}(20)}
Здесь {\displaystyle g=\lVert {\vec {g}}\rVert }; {\displaystyle M} — масса тела -источника гравитации; {\displaystyle r=\lVert {\vec {r}}\rVert } есть расстояние до точки, где определяется интенсивность, а константа {\displaystyle G} есть гравитационная постоянная, равная по современным данным {\displaystyle G=6,6742*10^{-11}{\frac {m^{3}}{kg*s^{2}}}},

#### Силы гравитации
Объектом действия поля гравитации является материальное тело, имеющее массу {\displaystyle m}
В таком случае на него действует механическая сила, равная произведению массы {\displaystyle m} тела на напряжённость поля. Существенно, что между массой, входящей во второй закон Ньютона и массой того же тела, подверженного действию гравитации, нет никакой разницы в величине.
Тогда, с учётом ():
{\displaystyle {\vec {F}}_{g}=m{\vec {g}}(21)}
или, в скалярном представлении:
{\displaystyle F_{g}=mg\ (22)}
Специфической особенностью сил гравитации является то, что они всегда являются силами притяжения. Кроме того, силы гравитации всепроникающи, и от них невозможно защититься никаким экраном. Это свойство объединяет силы гравитации с фиктивными силами инерции, существующими в любой неинерциальной системе отсчёта. Подобная аналогия имеет своей основой фундаментальные свойства пространства, изучения которых выходит за рамки классической физики.

#### Потенциал поля гравитации
Подставляя в (6) значение силы Всемирного тяготения из (20), получаем с учётом того, что работа была совершена против поля:
{\displaystyle A=-GmM\int \limits _{r_{1}}^{r_{2}}{\frac {\vec {r}}{r^{3}}}d{\vec {r}}=-GmM\left({\frac {1}{r_{2}}}-{\frac {1}{r_{1}}}\right)=U_{2}-U_{1}} (23)
Таким образом каждой точке гравитационного поля можно с точностью до постоянной присвоить свой потенциал, как:
{\displaystyle U_{r}=-GmM\left({\frac {1}{r}}\right)}(24)

### Движение под действием центральной силы
В общем случае любую траекторию тела, рассматриваемого как материальная точка, можно представить в виде пространственной кривой, состоящей из сопряжённых поворотов в различных плоскостях вокруг мгновенных центров поворота с различными значениями радиуса поворота {\displaystyle r_{c}} на том же Рис 1.Применение представления о траектории реального трёхмерного тела смысла не имеет.
Но кривизна траектории отнюдь не значит, что на тело действует некая сила, для каждого момента являющейся силой центростремительной.
Замечание
Последняя оговорка весьма существенна. Так, например, для земного наблюдателя бомба, сброшенная с летящего равномерно и прямолинейно летательного аппарата движется по параболе. Но для пилота она падает вертикально под действием единственной в данном случае силы тяжести (если не принимать во внимание снос из-за сопротивления воздуха). Никаких сил, вызывающих искривление траектории, здесь нет. Центростремительные силы возникают не потому, что траектория крива, но потому, что они являются выражением реально имеющего место силового взаимодействия движущегося объекта со своим окружением.
Считается, что в центре силы находится источник силы, которым может быть тяготеющая масса, либо электрический заряд в случае, если рассматриваемая сила есть характеристика соответствующего силового поля. Центр силы в общем случае не совпадает с мгновенным центром поворота — точка {\displaystyle C} на Рис. Это совпадение имеет место лишь при повороте тела по дуге окружности.

Как видно на Рис.1 единственная действующая между телами {\displaystyle \alpha } и {\displaystyle K} сила {\displaystyle {\vec {F}}} может быть разложена на две составляющие:
{\displaystyle {\vec {F}}={\vec {F}}_{t}+{\vec {F}}_{n}} (2)
При этом
{\displaystyle {\vec {F}}_{t}} есть тангенциальная сила, в зависимости от направления движения тела по своей траектории на рисунке либо тормозящая его движение, либо ускоряющая его.
{\displaystyle {\vec {F}}_{n}} есть сила, направленная по нормали к касательной к траектории в сторону мгновенного центра и потому являющаяся центростремительной силой.

Непосредственно из определения понятий о моментах силы и момента количества движения (момента импульса) следует экспериментально подтверждаемый факт, что скорость изменения момента импульса вращающегося тела {\displaystyle {\vec {L}}} прямо пропорциональна величине приложенного к телу момента силы {\displaystyle {\vec {M}}}:
{\displaystyle {\frac {d{\vec {L}}}{dt}}={\vec {M}}(3)}
Однако в поле центральной силы её момент всегда равен нулю (Формула (1)). Из этого непосредственно следует, что при любом движении тела в поле центральной силы момент количества движения движущегося под её действием тела остаётся постоянным:
{\displaystyle {\vec {L}}=const(4)}.
Но, поскольку постоянство вектора есть одновременно и сохранение его направления в пространстве, то заметаемая при движении тела площадка всегда лежит в одной и той же плоскости. Из этого следует, что любая траектория движения тела под действием центральной силы есть плоская кривая.
Наиболее часто движение тел в гравитационном поле изучают в области небесной механики, где преобладают гравитационные воздействия, и потому изучаемая система взаимодействующих сил может рассматриваться как консервативная система, то есть такая, в которой сохраняется полная энергия тела в виде суммы потенциальной и кинетической энергии.
{\displaystyle E=W_{k}+W_{p}} (25), где:
{\displaystyle W_{k}={\frac {m}{2}}(v_{n}^{2}+v_{t}^{2})(26)}
причём {\displaystyle v_{n}} и {\displaystyle v_{t}} соответствуют скоростям, создаваемым нормальной и тангенциальной составляющей действующей на тело силы на Рис.1

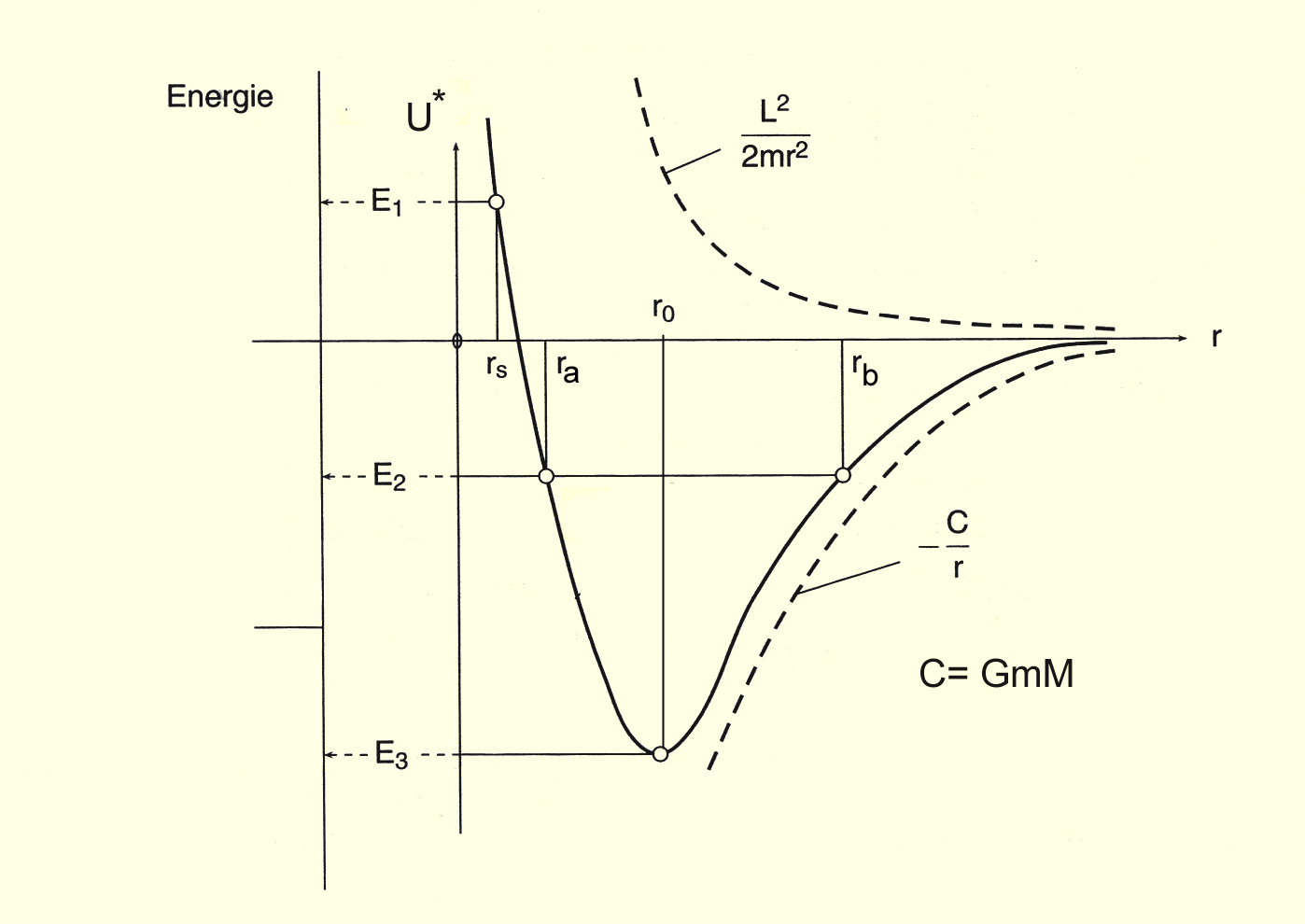
Рис.2 К вопросу о зависимости параметров орбиты от полной энергии планеты

Воспользовавшись определением кинетического момента:{\displaystyle L=mrv_{t}} получаем для кинетической энергии тангенциального движения соотношение:
{\displaystyle W_{k}(t)={\frac {L^{2}}{2mr^{2}}}(27)} .
А для движения по нормали к траектории:
{\displaystyle W_{k}(n)={\frac {mv_{n}^{2}}{2}}(28)}
{\displaystyle W_{p}={\frac {GmM}{r}}(29)}
Тогда выражение для полной энергии тела будет иметь вид:
{\displaystyle E={\frac {mv_{n}^{2}}{2}}+{\frac {L^{2}}{2mr^{2}}}-{\frac {GmM}{r}}(30)}
Введя в рассмотрение эффективный потенциал {\displaystyle U^{*}} :
{\displaystyle U^{*}={\frac {L^{2}}{2mr^{2}}}-{\frac {GmM}{r}}(31)}
Получаем возможность связать диапазон изменения длины радиус-вектора траектории тела с запасённой им энергией, что представлено на рис.2
Так при минимальной энергии движущегося тела {\displaystyle E_{3}} тело движется по круговой орбите с радиусом {\displaystyle r_{0}}
Если энергия движения тела больше, скажем {\displaystyle E_{2}}, траектория тела будет представлять эллипс с малой полуосью {\displaystyle r_{a}} и большой {\displaystyle r_{b}}.
Наконец, при энергии {\displaystyle E_{1}} тела разойдутся, сблизившись на минимальное расстояние {\displaystyle r_{s}}